# Julius Bolthausen

Reisegruppe vor den Pyramiden mit Julius Bolthausen (1.v.l. zu Pferde)

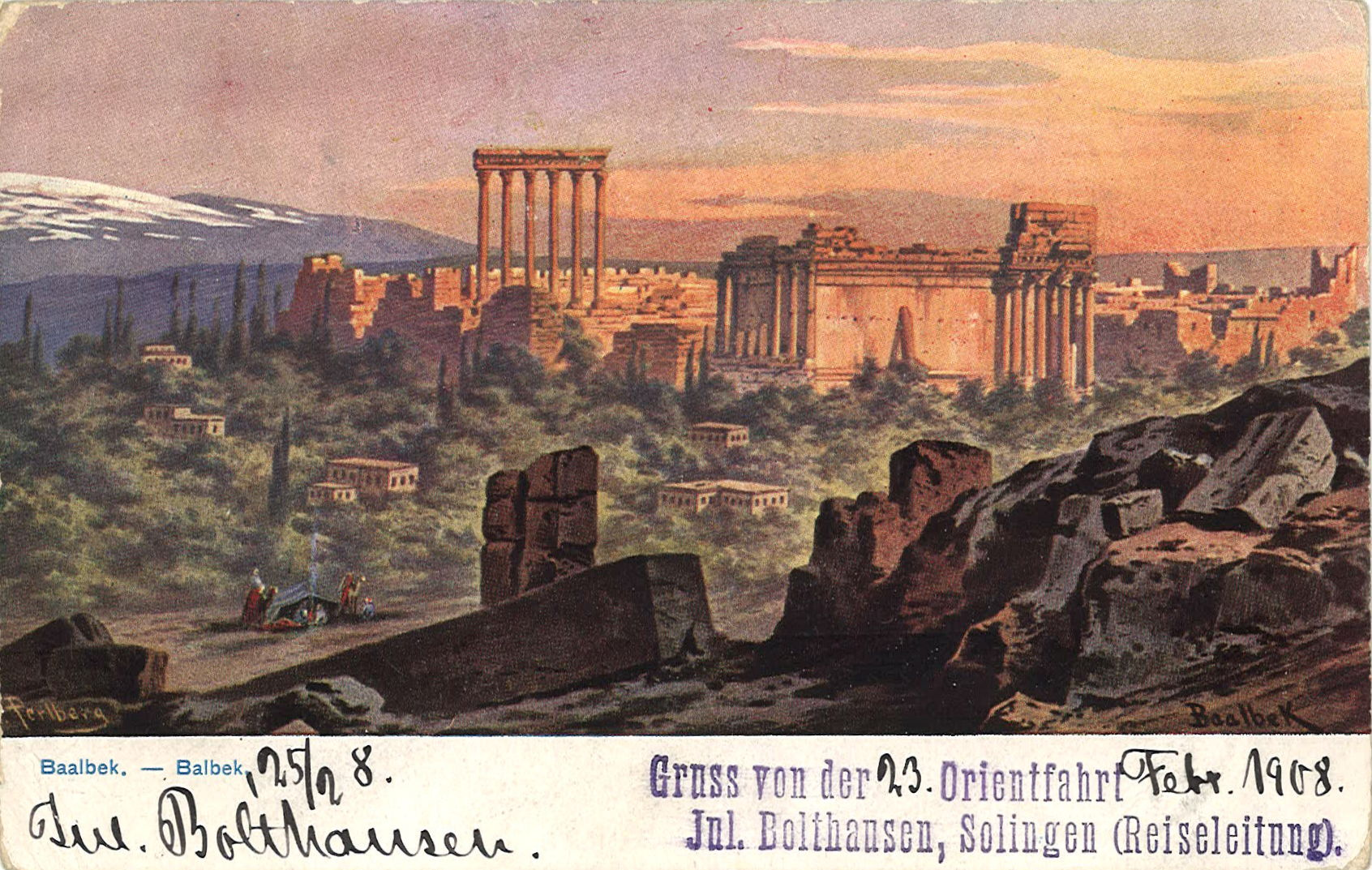
Ansichtskarte von Baalbek (Serie: Levante) zur 23. Orientreise im Februar 1908 (Grafiker: Friedrich Perlberg)

Julius Bolthausen (* 21. Februar 1868 in Gräfrath (heute Solingen-Gräfrath); † 29. Dezember 1947 in Solingen) war ein deutscher Lehrer und Reiseunternehmer für Schiffs- und Radreisen in den Orient. Er kann als „Pionier für Radreisen und Tourismus um die Jahrhundertwende angesehen werden“.

## Bolthausen als Reiseunternehmer
Julius Bolthausen wurde als Sohn eines Landwirts geboren und war ab 1888 Lehrer an verschiedenen Volksschulen in heutigen Ortsteilen von Solingen. 1889 kaufte er sich ein Fahrrad und unternahm damit ab 1891 Radwanderungen durch ganz Europa, so etwa 1892 nach Rom und im Herbst 1894 nach Nordspanien. Von diesen Reisen schickte er Berichte an die lokale Zeitung. Seinen Reisebericht von einer Fahrt 1895 nach Frankreich (2230 Kilometer in 18 Tagen) druckte die Solinger Zeitung in 28 Folgen ab. Anlass für diese Ausführlichkeit war der 25. Jahrestag des Deutsch-Französischen Kriegs, dem Bolthausen mit dem Besuch und den Berichten von Schlachtfeldern Tribut zollte. Seinen Besuch in Paris kommentierte er, dass „hier die Pläne geschmiedet [wurden], die dem germanischen Volksstamm Unheil und Verderben bringen sollten“. Er war Mitglied der Deutschen Radfahrer-Union und Träger zahlreicher Verbandsauszeichnungen. Auch seine Frau Emilie – das Paar heiratete 1896 – war begeisterte Radfahrerin; ihre Hochzeitsreise machten die Bolthausens auf einem Fahrrad nach Sanremo. Das Fahrrad war für Bolthausen indes kein Kultobjekt, sondern lediglich Mittel zum Zweck, um „heraus aus der staubigen Schule […] frei und ohne beengende Fesseln die Welt zu durchstreifen“. Wenn es mit dem Fahrrad zu mühselig wurde, stieg er auf den „Großen Bruder“, die Eisenbahn, um.
1894 war Bolthausen Mitbegründer und später Vorsitzender des Vereins Wanderfalke zur Förderung des Radwanderns und er organisierte erste Gruppenreisen für Radfahrer, vor allem für Lehrer; die weiteste ging bis nach Algerien. Die Reisen erfolgten, da die Zeit oft kurz bemessen war, aus einer Kombination von Schiff, Eisenbahn und Radfahren. Das Fahrrad als Transportmittel spielte allerdings mit der Zeit eine immer geringere bis gar keine Rolle bei seinen Reiseplanungen. 1903 wurde er für einen einjährigen Orientaufenthalt vom Kultusministerium freigestellt, um Reisen nach Palästina vorzubereiten. Da das Ministerium eine weitere Freistellung von Bolthausen ablehnte, kündigte er 1904 den Schuldienst und wurde Reiseunternehmer. Er unternahm in den folgenden Jahren insgesamt 86 Orientreisen, so etwa 1907 eine Reise nach Indien.
Die Zeitung Rad-Welt schrieb 1907:

„Den bisherigen 22 Lehrer-Orientfahrten, die Herr Jul. Bolthausen aus Solingen in den letzten sechs Jahren veranstaltet hat und an denen sich insgesamt 380 Damen und Herren beteiligt haben, wird sich im kommenden Jahre in den grossen Ferien erstmals eine Lehrerfahrt nach der Insel Ceylon und Vorderindien anreihen. Die ausgezeichneten Verbindungen, die der Norddeutsche Lloyd mit jenen Ländern unterhält, ermöglichen es, diese interessante Reise in 7-8 Wochen ohne Uebereilung durchzuführen. Hier werden u. a. die Insel Ceylon, Madras, Kalkutta, Darjeeling am Fusse des Himalaya, Benares am Ganges, Agra, Delhi und Bombay besucht.“

Zu den Reisen nutzte Bolthausen mehrere Postkartenserien einschlägiger Verlage und versah sie mit Eindrucken, die ihn als Reiseveranstalter auswiesen. Durch das Versenden von den Reiseteilnehmern nach Hause dienten sie als damals ideales Werbemedium für sein Unternehmen.

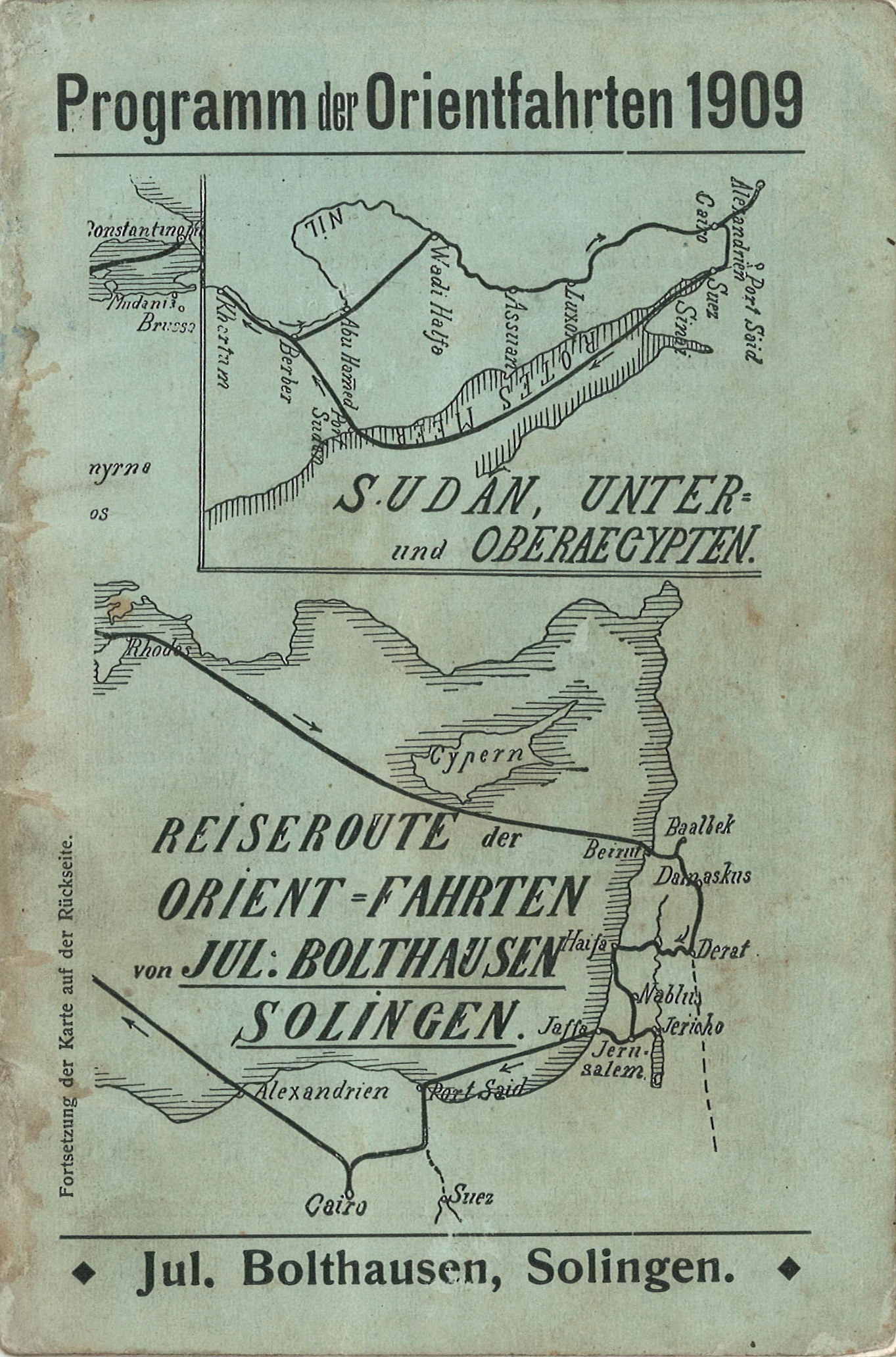
„Programm der Orientfahrten 1909“

Neben der Vermittlung von Buchungen für seine Reiseteilnehmer auf Schiffen des NDL offerierte er auch viele Fahrten mit der Eildampfer-Flotte des Österreichischen Lloyd von Triest aus. In eigenen Prospekten mit ausführlichen Reiseprogrammen warb er u. a. auch für Reisen mit dem Vergnügensdampfer SS Thalia und anderen Schiffen des ÖL, wobei er positive Zuschriften von früheren Reiseteilnehmern als wirksames Werbemittel einsetzte. Als offizieller Vertreter des Lloyd wurde er jedoch in dessen Verlautbarungen nicht geführt (aus Solingen ist erst ab 1913 ein „E. Karsch“ erwähnt).
Der Erste Weltkrieg unterbrach sein Reisegeschäft und die Durchführung von Fernreisen in den Orient. Bolthausen meldete sich erfolglos als Freiwilliger zur türkischen Armee. 1915 zog er nach Köln, wo er mit seiner Familie bis 1931 lebte. Ab Mitte der 1920er Jahre wandte er sich erneut dem Reisegeschäft zu, bevor er es 1932 endgültig aufgab.

## Werke
- Nach dem Orient. Solingen o. J. [1902], 184 S.[6][8]

## Julius Bolthausen jun.
Sein Sohn Julius Bolthausen jun. sollte sein Nachfolger werden. Er machte nach dem Schulbesuch in Köln von 1930 bis 1932 ein Volontariat in Palästina und Ägypten, aber die Pläne zur Fortsetzung des väterlichen Reiseunternehmens mussten wegen der schlechten Wirtschaftslage aufgegeben werden. Von 1933 bis 1935 besuchte er die Landespolizeischule Bonn. 1935 verpflichtet er sich als Berufssoldat bei der Wehrmacht.

## Arthur Bolthausen
Julius Bolthausen war, so wie seine Söhne Julius (1913–?) und Arthur Bolthausen (1897–1981), Mitglied der NSDAP. Arthur Bolthausen war als hochrangiger NS-Funktionär und Adjutant des Solinger Kreisleiters Helmut Otto am 10. November 1938 am Mord an dem Solinger Journalisten Max Leven beteiligt. Er wurde nach dem Zweiten Weltkrieg wegen Mittäterschaft zu zwei Jahren Gefängnis verurteilt.
Die Nachlässe von Julius Bolthausen und seinen Söhnen befinden sich im Stadtarchiv Solingen.